# Jean-Christophe Bouvet
Jean-Christophe Bouvet (París, 24 de marzo de 1947) es un actor francés.

## Biografía
Tuvo clases de arte dramático con Jean-Laurent Cochet en el teatro Eduardo VII, estudió cine, lingüística y psicoanálisis en la Universidad de París VIII. Conoce a André Téchiné y a Claude Chabrol, donde se convirtió en asistente. Trabaja al mismo tiempo como actor, director asistente y autor.
Su primer papel más importante fue en la película La Máquina de Paul Vecchiali donde interpreta a un condenado a muerte por el asesinato de un niño. Es actor de películas bajo la dirección de Jean-Claude Biette, Claude Chabrol, Sofia Coppola, Jean-Luc Godard, Jean-Claude Guiguet, Alain Berbérian, Maurice Pialat, Paul Vecchiali, Gérard Krawczyk, Luc Moullet, Raoul Ruiz, Claude Zidi...
Encarna notablemente personajes como Peter Lentier, el asesino de La Máquina o de Satanás, la reencarnación del mal entre otros papeles llamativos. Él aparece en cines de muy diferentes tipos, pasando del cine radical de Jean-Claude Biette al cine público de Luc Besson.
Es patrón del Instituto Universitario de Tecnología de Troyes.
En 2012 apareció en el vídeo musical Mi lomo y yo de Olivia Ruiz.

## Filmografía

### Actor[1][2]
- 1971 : La filosofía en el tocador de Jacques Scandelari
- 1975 : No Cambiar De Manos de Paul Vecchiali
- 1976 : El Teatro de Materias de Jean-Claude Biette
- 1977 : La Máquina de Paul Vecchiali
- 1980 : Le Borgne de Raoul Ruiz
- 1981 : Así Es La Vida de Paul Vecchiali
- 1982 : Lejos De Manhattan de Jean-Claude Biette
- 1983 : Subir Las Escaleras de Paul Vecchiali
- 1987 : Bajo El Sol De Satán de Maurice Pialat
- 1991 : Yo No Beso de André Téchiné
- 1992 : Las Noches Salvajes de Cyril Collard
- 1994 : La Ciudad del Miedo de Alain Berbérian
- 1994 : Agua Fría de Olivier Assayas
- 1994 : El Término de Rita de Filip Forgeau
- 1996 : El Complejo de Toulón Jean-Claude Biette
- 1997 : Círculos Viciosos de Sandy Whitelaw
- 1997 : El Placer (Y Sus Pequeños Inconvenientes) de Nicolas Boukhrief
- 1998 : Recto/Verso de Jean-Marc Longval
- 1998 : El Examen Del Minuto de Danièle Dubroux
- 1998 : La Avispa de Paul Vecchiali
- 1998 : Victor Schoelcher, l'abolition de Paul Vecchiali
- 1999 : Glória de Manuela Viegas
- 1999 : Los Pasajeros de Jean-Claude Guiguet
- 1999 : Amantes de Pascal Arnold  y Jean-Marc Barr
- 2000 : Taxi 2 de Gérard Krawczyk
- 2000 : Lise Y André de Denis Dercourt
- 2000 : El Cuarto Oscuro de Marie-Christine Questerbert
- 2001 : La caja de Claude Zidi
- 2001 : Ser Luz de Pascal Arnold  et Jean-Marc Barr
- 2001 : La Revolución En Dos Caballos de Maurizio Sciarra
- 2002 : Santo accidental de Nicolas Cuche
- 2002 : Los Náufragos Del D17 de Luc Moullet
- 2002 : El Novelista Jean-Claude de Didier Tronchet
- 2002 : La Sirena Roja de Olivier Megaton
- 2003 : Saltimbank de Jean-Claude Biette
- 2003 : Taxi 3 de Gérard Krawczyk
- 2004 : Nuestra Música de Jean-Luc Godard
- 2004 : Para Tener Un Corazón de Paul Vecchiali
- 2004 : La Historia Y Tal Vez Más de Laurent Tirard
- 2005 : Será Una Vez de Sandrine Veysset
- 2005 : La Vida Privada de Zina Modiano
- 2005 : Borrachera De Poder de Claude Chabrol
- 2006 : Las Brigadas Del Tigre de Jérôme Cornuau
- 2006 : María Antonieta de Sofia Coppola
- 2006 : Uno De de Pascal Arnold et Jean-Marc Barr
- 2006 : El Prestigio De La Muerte de Luc Moullet
- 2007 : Taxi 4 de Gérard Krawczyk
- 2007 : La Francia de Serge Bozon
- 2007 : Capitán Achab de Philippe Ramos
- 2007 : El Albergue Rojo de Gérard Krawczyk
- 2009 : Cineman de Yann Moix
- 2009 : La Familia Wolberg de Axelle Ropert
- 2010 : El Autor Dumas de Safy Nebbou
- 2010 : Venus Negra de Abdellatif Kechiche
- 2010 : Roadkill de John Stockwell
- 2011 : Belleville Tokyo de Élise Girard
- 2011 : Nuestro Paraíso de Gaël Morel
- 2011 : Deja Ir Mi Gente! de Mikael Buch
- 2011 : Cuerpo Diplomático de Lewis-Martin Soucy
- 2012 : Una Noche de Philippe Lefebvre
- 2012 : Trastornos de Étienne Faure
- 2013 : Estación Del Norte de Claire Simon
- 2013 : Los Encuentros Después De Medianoche de Yann Gonzalez
- 2013 : Hasta Mañana de Sébastien Maggiani y Olivier Vidal
- 2013 : Dinero Asesino, cortometraje de Antony Hickling

## Televisión
- 1978 : Monseñor Schumann de Bernard Queysanne
- 1980 : Legítima Defensa de Claude Grimberg
- 1988 : Les jurés de l'ombre de Paul Vecchiali
- 1988 : Operación Mozart de Alain Nahum
- 1989 : En cas de bonheur de Paul Vecchiali
- 1995 : Las Grandes Personas de Daniel Moosmann
- 1996 : Imogène (1 episodio, Imogène contre-espionne) de Paul Vecchiali
- 1996 : Les Cordier, juge et flic (1 épisode)
- 1997 : Le comte de Monte-Cristo de Josée Dayan
- 1998 : El Mundo A La Inversa de Charlotte Brandstrom
- 1998 : Crime de Miguel Courtois
- 1998 : Victor Schoelcher de Paul Vecchiali
- 1999 : Un flic nommé Lecoeur (1 episodio)
- 2001 : Policía districta (2 episodios)
- 2001 : Les Bœuf-carottes (1 episodio)
- 2004 : Comisario Moulin (1 episodio)
- 2005 : Engranajes (1 episodio)
- 2007 : Los Compañeros de François Luciani
- 2007 : Un flic (1 episodio)
- 2007 : Avocats et Associés (1 episodio)
- 2007 : Mujeres De Ley (1 épisode)
- 2007 : El Topo de Vincenzo Marano
- 2008 : Services sacrés (1 episodio)
- 2008 : Claude Gueux de Olivier Schatzky
- 2009 : Sœur Thérèse.com (1 episodio)
- 2010 : Des intégrations ordinaires de Julien Sicard
- 2011 : Accusé Mendès France de Laurent Heynemann
- 2011 : Louis XVI, l'homme qui ne voulait pas être roi de Thierry Binisti
- 2011 : Affaires étrangères (1 episodio)
- 2011 : Rani de Arnaud Sélignac
- 2013 : No Hay Una Edad de Jérome Commandeur (programa corto de France 2 - guest)

## Teatro
- 1979 : "Alicia En El País De Las Maravillas" de Lewis Caroll puesto en escena Jean-Christophe Bouvet, festival de Pau
- 1991 : "Los Coleccionistas" puesto en escena Michel Georges, ópera municipal de Clermont-Ferrand
- 1993 : "Paisajes" puesto en escena Philippe Chemin, Ménagerie de Verre
- 2002 : "Embotellado" puesto en escena Anne-Laure Liégeois, Grande Halle de la Villette
- 2005 : Naranja Mecánica de Anthony Burgess , puesto en escena Thierry Harcourt, circo de Hiver
- 2008 : "El Día De Asesinatos En La Historia De Hamlet" de Bernard-Marie Koltès, puesto en escena Thierry De Peretti, Teatro de la Bastilla
- 2009 : Macbeth de Verdi, puesto en escena Dimitri Tcherniakov, Opéra Bastille
- 2012 - 2013 : Cuida de Amelie de Georges Feydeau, puesto en escena Pierre Laville, Teatro Michodière, turnado

## Asistente realizador
- 1975 : El Jardín Que Cambia, de Guy Gilles

### Realizador (cortometrajes)
- 1991 : Los Dientes De Mi Madre
- 1988 : Y Tres
- 1986 : El Cambio
- 1983 : En voilà 2
- 1982 : En veux-tu, en voilà

### Escenista
- 1991 : Los Dientes De Mi Madre
- 1988 : Y Tres
- 1986 : El Cambio
- 1983 : En voilà 2
- 1982 : En veux-tu, en voilà
- 1977 : La Máquina de Paul Vecchiali